# Harswell
Harswell är en by i civil parish Everingham, i distriktet East Riding of Yorkshire, i grevskapet East Riding of Yorkshire, i England. Byn är belägen 5 km från Market Weighton. Harswell var en civil parish fram till 1935 när blev den en del av Everingham. Civil parish hade 78 invånare år 1931. Byn nämndes i Domedagsboken (Domesday Book) år 1086, och kallades då Erseuuelle.